# Manchester, Quận Green Lake, Wisconsin
Manchester là một thị trấn thuộc quận Green Lake, tiểu bang Wisconsin, Hoa Kỳ. Năm 2010, dân số của thị trấn này là 1.008 người.